# Trioserica macrophthalma
Trioserica macrophthalma är en skalbaggsart som beskrevs av Moser 1918. Trioserica macrophthalma ingår i släktet Trioserica och familjen Melolonthidae. Inga underarter finns listade i Catalogue of Life.